# Улитка красивая
Улитка красивая (лат. Faustina faustina) — вид наземных брюхоногих моллюсков семейства хелицид.
У взрослых особей высота раковины колеблется преимущественно в диапазоне от 8 до 12 мм, а её ширина (диаметр) — от 15 до 23 мм. Имеет около 5 оборотов. Раковина значительно уплощена, низко-конической формы. Пупок широкий перспективный, изредка — почти перспективный. Поверхность раковины очень блестящая, неравномерно радиально исчерчена. Окраска от светло-жёлтой до тёмно-каштановой, чаще всего с одной тёмной спиральной полосой на периферии, изредка — без неё. У полосатых раковин общий фон нижней части часто темнее верхней.
Вид распространён в Чехии, Венгрии, Румынии, Сербии, Словакии, Украине и Литве. Обитает в горных лесах Карпат, Судетов, а также изолированно в Свентокшиских горах и Роминтенской пуще.